# 维多利亚社会主义者
维多利亚社会主义者（英語：Victorian Socialists，缩写为VicSocs）是澳大利亚维多利亚州的一个左翼选举联盟，拥有注册政党地位。该联盟成立于2018年2月，由多个社会主义政党、组织、社群团体以及工会活动家组成，包括社会主义联盟和社会主义替代。该联盟的意识形态是民主社会主义、反资本主义。该联盟的政治立场是左翼至极左翼。该联盟的主席是Sue Bolton，书记是Corey Oakley。该联盟的总部位于墨尔本维多利亚贸易大厅。该联盟有1700名成员。该联盟的口号是“人民先于利润”。